# リック・バリー
リック・バリー (Rick Barry) ことリチャード・フランシス・デニス・バリー3世 (Richard Francis Dennis Barry III, 1944年3月28日 - ) はアメリカ合衆国・ニュージャージー州エリザベス出身の元プロバスケットボール選手。1970年代のアメリカバスケット界を代表する選手の一人であり、史上屈指のスモールフォワードとして名高い往年の名選手である。
しばしば史上最も偉大なピュアスモールフォワードにあげられるバリーは、長身と俊敏さ、精度の高いアウトサイドシュート、広いコートビジョン、ディフェンス、そして彼の象徴として語られるアンダースローによるフリースローと熱烈なまでの勝利への強い意思を兼ね備え、カレッジバスケ（NCAA）、プロリーグABA、NBAで得点王に輝いた唯一の選手となった。マイアミ大学卒業後、1965年のNBAドラフト全体2位指名でプロキャリアの大半を過ごすサンフランシスコ・ウォリアーズ（現在のゴールデンステート・ウォリアーズ）に入団し、以後リーグを代表する選手として活躍。1975年にはウォリアーズをNBAファイナル制覇に導いている。キャリア中盤にはABAに活動の場を移した。1987年には殿堂入りを果たし、NBA50周年記念オールタイムチームにも名を連ね、背番号『24』はウォリアーズの永久欠番に指定されている。引退後は解説者として活躍した。

## 経歴

### 生い立ち
リチャード・フランシス・デニス・バリー3世は1944年、3月28日ニュージャージー州にエリザベスで生まれた。父、リチャード・バリー・ジュニアは地元のセミプロチームでプレーしていたバスケットボール選手であり、また聖ピーター・ポール教区立学校ではバスケットのコーチもしており、父はバリー3世と4歳年上の兄、デニスに幼少の頃からバスケットの基礎を仕込んだ。父の指導は非常に厳しく、時にはたった一つのミスでも容赦なく息子たちを殴った。5年生となったバリー少年は学校の代表チームへの参加を許された。チームメートの大半は中学クラスの生徒たちだったが、バリーは彼らと混じっても身長では高く、速く、そして優秀だった。また、兄のデニスに付いていくことで多くの年長の選手とプレーできたことも、バリーの成長を助けた。父からバスケットの英才教育を受けていたバリー少年だったが、この頃彼が最も熱中していたスポーツはバスケットよりも野球の方であり、彼が将来着用する背番号『24』は野球選手のウィリー・メイズに憧れてのことだった。
高校進学を控えた頃、バリー一家はニュージャージー州ローゼンパークに転居。バリーはローゼンパーク高校に進学し、同校のバスケットと野球の代表チームに参加した。バスケットでも野球でも、どんな分野でもバリーは優秀だったが、彼の気性はしばしば彼自身のプレーを妨害した。彼は野球で打率5割の成績を残しているにもかかわらず、2軍扱いだったことを不服に思いコーチに抗議したが、受け入れられなかった。その後バリーは2年生の時には州のオールチームに選ばれるなど優秀な野球選手へと成長していったが、次第にフィールドへの情熱を失っていった。一方でコートの上では彼は誰も止められない存在になりつつあった。優れたボールハンドリング技術と広い視野を兼ね備えるバリーは2度州のオールチームに選出された。この頃6フィート（約183cm）以上あったバリーは、ユニフォーム姿になるととても細身に見えたが、そんな外見とは対照的に彼のプレーはとても激しいものだった。バリーは優れたジャンプシューターだったが、バスケットにも積極的に向かっていき、その捨て身のようなプレーは彼に多くの痣と多くのフリースローを与えた。彼は高校3年生の頃にはすでに独特の"アンダースロー（すくい投げ）"によるフリースローを身につけていた。

### マイアミ大学
高校バスケのスター選手となったバリーが選んだ進学先がマイアミ大学であったことは面白い選択だった。当時のマイアミ大は決して名門校とは言い難かったが、寒冷なニュージャージーの冬に辟易していたバリーは温暖な地でのプレーを求め、また高校時代にコーチと衝突を繰り返し、一時はバスケットからも身を引くことを考えていたバリーにとって、マイアミ大のバスケコーチ、ブルース・ヘールの指導方針は魅力的に感じた。マイアミ大は他の名門大学のように大量の新人をリクルートすることはせず、1年生には独立したスケジュールを組ませることで試合への出場機会を与えていた（当時、1年生選手はNCAA（全米大学体育協会）の公式戦には出場できなかった）。また、名門校ではないマイアミ大の施設は充実しておらず、専用の体育館を持たなかったため試合は近隣の会館を利用し、練習は軍の兵器庫を間借りしていた。このような環境の中でも不平屋のバリーを含めて誰からも不満が漏れなかったのは、選手達を食事会に招待したり一緒にプールで泳いだり、練習時も選手と共に汗だくになって走るヘールの人柄が皆から愛されたからだった。
1年生のシーズンを終え、いよいよNCAAの公式戦に参戦したバリーは、1962-63シーズンに平均19.0得点14.6リバウンドの成績を残す。当時のマイアミ大ハリケーンズのエースは7フィート（約213cm）のマイク・マッコイであり、彼の視察のためにプロリーグNBAのロサンゼルス・レイカーズのゼネラルマネージャーもマイアミ大に訪れたことがあったが、ブルース・ヘールは地方紙のインタビューにこう答えている。「私は確かにマッコイがNBAに行くことを否定しない。しかしここにいる2年生、その名もリック・バリー。彼は将来偉大なプロバスケットボール選手になるだろう」。ヘールのこの発言はバリーの闘志に火をつけた。1963-64シーズンには平均32.2得点16.6リバウンド、最終学年の1964-65シーズンには平均37.4得点18.3リバウンドをあげ、その年のNCAA1部リーグの得点王に輝いた。
カレッジバスケの活躍に自信をつけたバリーは、1965年に卒業を迎える頃には自分がNBAドラフトで上位指名されるだろうと予想していたし、実際に彼が残したマイアミ大での3シーズンで平均29.8得点16.5リバウンドという数字は、上位指名されるには十分過ぎる実績だった。しかしプロのチームは必ずしもその考えに同意してはいなかった。彼は確かに素晴らしいカレッジ選手だったが、同時に彼が3年間の間に起こした問題行動も注目された。2年生の時にはサンフランシスコの選手と危うく乱闘に発展しそうになり、1年後の対ロヨラ大戦では相手の選手の顎を殴り、骨折させてしまった。バリーのこの気性の激しさは一部のNBA経営陣を遠ざけさせ、また細身の彼がNBAのハードスケジュールに耐えられるかという疑問も投げ掛けられた。そして1965年のNBAドラフト当日。バリーはニューヨーク・ニックスに指名されることを望んだが、ニックスは1巡目指名権を放棄して地域指名でビル・ブラッドリーを指名。結局彼は全体2位指名でサンフランシスコ・ウォリアーズに入団することが決まった。

### 前期NBAキャリア

#### サンフランシスコ・ウォリアーズ （1965-1967）
バリーは批判者が間違っていることを証明したがっていた。前年の1964-65シーズン中に大エースのウィルト・チェンバレンを放出し、成績は17勝63敗という悲惨なシーズンを送っていたサンフランシスコ・ウォリアーズに、バリーは新しいエネルギーを注入した。バリーはルーキーイヤーとなる1965-66シーズンに平均25.7得点をあげ、10.6リバウンドはリーグ10位、フリースロー成功率86.2%はリーグ2位にランクされた。チームも前年の大不振を脱出する35勝45敗の成績を残し、躍進の立役者であるバリーは新人王を受賞すると共に、新人ながらオールNBA1stチームにも選ばれ、NBAオールスターゲームにも出場を果たすなどドラフト前の否定的な評価を覆してみせた。ウォリアーズにはネイト・サーモンドなどの名選手も所属していたが、バリーは1年目からオフェンスの要となり、過去2度アシスト王に輝いた経験を持つ名ポイントガードのガイ・ロジャースのパスを受けて敵ゴールに素早く襲い掛かる様は、その細い外見も相まって、地元のラジオアナウンサー、ビル・キングから"マイアミ・グレイハウンド"と呼ばれた。
2年目の1966-67シーズンには新たなヘッドコーチ、ビル・シャーマンのもとで更なる飛躍を見せ、平均35.6得点9.2リバウンドを記録。過去7年間、巨人ウィルト・チェンバレンの指定席となっていた得点王の座からついにチェンバレンを引き摺り下ろし、バリーは得点王に輝いた。平均35.6得点は歴代でも7位の好記録だった（2021年現在、シーズン平均35得点以上をあげた選手はバリーとチェンバレン、マイケル・ジョーダン、コービー・ブライアント、ジェームズ・ハーデンの5選手のみ）。オールスターではチェンバレン、オスカー・ロバートソン、ビル・ラッセルといった伝説的名選手に囲まれながらも38得点をあげてウェストチームを勝利に導き、オールスターMVPを受賞している。また、1966年12月6日のニックス戦では1つのクオーターだけで14本のフリースローを放ち、NBA記録を樹立している。バリーの活躍でウォリアーズは44勝37敗と勝ち越し、NBAプレーオフに進出。1回戦ではエルジン・ベイラー、ジェリー・ウェスト擁するロサンゼルス・レイカーズを3戦全勝で破ると、デビジョン決勝ではルー・ハドソン率いるセントルイス・ホークスを4勝2敗で降し、バリーは3年前には17勝しかできなかったチームを、僅か2年でNBAファイナルに進出させてしまった。ファイナルではチェンバレンが移籍した先のフィラデルフィア・76ersだった。76ersはボストン・セルティックスのファイナル8連覇時代についに終止符を打ったチームであり、このシーズンはウォリアーズの成績を大きく上回る68勝をあげていた。ウォリアーズは後に「史上最も偉大なチーム」にも選ばれる76ers相手に健闘を見せ、特にバリーは第3戦でエルジン・ベイラーが1962年に記録した61得点に次ぐファイナル歴代2位の55得点（ファイナル中には他にも43得点、44得点を記録している）、シリーズ平均40.8得点をあげるという大活躍を見せたが、2勝4敗で優勝はならなかった。40.8得点は1993年にマイケル・ジョーダンに破られるまでの間、ファイナル歴代最高記録だった。

#### ABAへの移籍
1967年、新プロバスケットボールリーグABAが誕生した。ABAはNBAから優秀な選手を引き抜こうと画策し、その触手はウォリアーズのエース、リック・バリーにも伸びたが、彼を引き抜こうとしたチームはよりにもよってサンフランシスコ近郊のオークランドに本拠地を置くオークランド・オークスだった。バリーはウォリアーズのオーナー、フランクリン・ミューリーが彼が期待したほどの契約金を払おうとしたなかったことでウォリアーズに対して不信感を抱いていた。そんな時にオークスが彼に持ちかけた契約内容は、本人に言わせれば「絶対に拒絶できないものだった」ものだったらしく、オークスのオーナー、パット・ブーン（著名な歌手）が提示した額は3年50万ドルだったと推測されている。また、バリーにとってオークスの魅力は契約金だけではなかった。オークスは初代ヘッドコーチに、バリーの"義理の父"とも呼べる大学時代の恩師、ブルース・ヘールを招いていたのである。どうしてもバリーを引き留めたいウォリアーズはオークスが提示した契約金と同じ額を保障すると申し出たが、ビル・シャーマンHCとの関係が悪化していたバリーにとって、オークスというチームは抗い難い魅力を放っていた。
そしてバリーは1967年のオフにオークスへの移籍を決意する。ウォリアーズのファンはバリーが契約金に釣られたとしてバリーを激しく非難し、悲嘆に暮れたオーナーのミューリーは、いつか必ずバリーを取り戻すと誓い、彼のオフィスには背番号『24』のジャージーが掲げられることになった。また、バリーはこれで初めてABAへと移籍したNBA選手となったが、周囲が彼を利己的と非難する中で、他にも多くのNBA選手がより良い条件を求めてABAへと移籍し、今後NBAとABAは熾烈な選手の引き抜き合戦を繰り広げていく事になる。

### ABAキャリア

#### オークランド・オークス （1968-1969）
バリーがオークスとサインしてもなお、ウォリアーズはバリーの存在を諦め切ることができなかった。ウォリアーズは法廷闘争に打って出て、バリーをオークスの試合に出場させないよう訴えた。法廷は保留条項の有効性を支持し、結局バリーは1967-68シーズンをプレーすることができなかったが、バリーが意志を曲げることはなく、彼は解説者としてオークスの試合に参加した。なお、バリーが移籍を決めた大きな要因となったブルース・ヘールは本来エースとなるはずだったバリー不在という状況下で指揮する羽目になってしまい、このシーズンを22勝56敗と大きく負け越し、シーズン終了後に解任されてしまった。皮肉にもバリーがヘール指導のもとでプレーすることはなかった。
1968-69シーズン、ついにバリーがABAの舞台に上がる。ヘールの後任には名将アレックス・ハナムが就き、陣容が整ったオークスは最初の17試合で15勝2敗の成績を収めた。バリー自身も平均34.0得点9.4リバウンド3.6アシスト、リーグ1位となるフリースロー成功率88.8%を記録し、ABAが望んだリーグの広告塔としての役割を完遂するかに見えた。しかし12月27日のニューヨーク・ネッツ戦でケニー・ウィルバーンと衝突し、膝の靭帯を切断する大怪我を負い、以後欠場を強いられる。まだ傷の癒えない1月に強行復帰をしようとしたが怪我は悪化し、欠場が長引く羽目となった。結局このシーズンは35試合の出場に留まったものの、今後4年連続で選ばれ続ける事になるオールスターとオールABA1stチームに選ばれている。一方ウォーレン・ジャバリやダグ・モウ、ラリー・ブラウンら好選手を揃えていたオークスは、バリーの欠場後も16連勝を飾るなど勢いを失うことなく、最終的には前年の約3倍となる60勝18敗、リーグ2位のニューオーリンズ・バッカニアーズに14ゲーム差をつける圧倒的な成績を収めた。バリーはプレーオフにも間に合わなかったが、オークスはデンバー・ロケッツ、バッカニアーズを降してウエスタン・デビジョンを制すると、ファイナルではジョージ・マクギニス擁するインディアナ・ペイサーズを破り、優勝を果たしてしまった。
このシーズンの成功にもかかわらず、バリーというスター選手がシーズンの大半を欠場したオークスのホームアリーナは空席が目立ち、1試合の平均観客動員数は約2,800人程度だった。資金繰りが悪化したオークスは優勝直後に売却され、ワシントンD.C.の弁護士、アール・フォアマンの手に渡った。フォアマンはフランチャイズをオークランドからワシントンへと移す計画を進めるが、バリーは西海岸から東海岸への移動を拒否。ロサンゼルス・タイムズ紙の記者の前で「もしワシントンに行きたいのなら大統領にでも立候補してるさ！」と言い放った。そしてベイエリアのスターを取り戻そうと躍起になっていたウォリアーズのオーナー、フランクリン・ミューリーと5年100万ドルという大型契約を結んだ。しかしオークス所属のバリーが結んだこの契約は再び法廷闘争へと発展し、法廷はバリーにオークスに戻るよう命じたため、結局バリーはワシントンに向かわなければならなくなった。ワシントンに本拠地を移したオークスは、ワシントン・キャップスと改名された。

#### ワシントン・キャップス （1969-1970）
裁判で1969-70シーズン開幕から32試合を欠場したバリーは、未だ完治しない膝の影響に苦しんだものの、このシーズンは平均27.7得点（リーグ2位）7.0リバウンド3.4アシストの成績で2年連続でオール1stチームに選出される。キャップス（オークス）は前年のチャンピオンチームだったが、西海岸から東海岸へと移転したにもかかわらずウエスタン・デビジョン所属扱いで遠征時は大変な移動時間を要したため、ハードスケジュールが祟って44勝40敗と大きく成績を落とし、プレーオフでは1回戦でデンバー・ナゲッツの前に4勝3敗で敗れた。バリーはプレーオフ期間中平均40.1得点の成績を残し、これはABA歴代1位の記録となったが（NBAも含めると2010年現在は歴代3位）、一方で勝敗を決した第7戦でバリーはロケッツの選手と乱闘を起こし、退場を命じられている。
ワシントンでも興行不振に陥ったキャップスは再びフランチャイズを移すことになり、今度はバージニア州ノーフォークに移転し、バージニア・スクワイアーズに改名された。バリーはスクワイアーズのジャージーを着用して、1970年8月24日発刊のスポーツ・イラストレイテッド誌の表紙を飾ったが、同誌に掲載された彼のインタビュー記事は様々な波紋を呼んだ。バリーはABAが彼に100万ドル払えばABAに残ってやってもいいと言い、さらに次シーズンでプレーすることになるバージニアの地について、「僕の息子は南部なまりになってほしくないな。家に帰ってきた時に"Howdy, y'all（南部特有の挨拶）"なんて言ってほしくないよ」と語った。南部蔑視ともとれるこの発言はバージニアのファンの反感を買い、結局バリーは同誌発売数日後の9月1日に20万ドルに将来のドラフト指名権との交換でニューヨーク・ネッツにトレードされることになった。もともと毎年のように移転を繰り返すこのチームに嫌気がさしていたバリーはトレードされることを望んでこの発言をしたのだが、一方財政難に陥っていたスクワイアーズも高給取りのバリーの放出を望んでいたという側面がある。

#### ニューヨーク・ネッツ （1970-1972）
プロ入り当初、ニューヨークでのプレーを望んでいたバリーは、ABAでようやくその願いを果たすことになった。しかし依然として膝の故障を引き摺るバリーはネッツでの1年目、1970-71シーズンは平均29.4得点6.8リバウンド5.0アシストの成績を残すも25試合を欠場している。創部以来勝率5割を超えた事がないネッツは大きく勝ち星を増やすことなくこのシーズンは40勝44敗と平凡な成績に終わり、プレーオフでは1回戦でよりにもよってバージニア・スクワイアーズに破れている。
翌1971-72シーズン、バリーはついに完全復活し、80試合、平均45.2分（リーグ1位）の出場を果たし、平均31.5得点7.5リバウンド4.1アシストの成績を記録。平均31.5得点はスクワイアーズのチャーリー・スコットに次ぐリーグ2位の成績だったが、スコットはシーズン終了を待たずしてNBAに移籍したため、バリーはABAの得点王の座を獲得。バリーは史上初、そして唯一のNBA、ABA両リーグで得点王に輝いた選手となった。また、バリーはネッツ在籍中にシュートエリア拡大に取り組んでおり、このシーズンはスリーポイントシュートの成功率、試投数をいずれも大幅に向上させることに成功し（当時NBAやカレッジバスケにはスリーポイントシュートはなく、バリーはABAで初めてスリーポイントシュートというものを経験している）、より危険なジャンプシューターとなった。ネッツはバリーの完全復活にビリー・パウルツやビル・メルチオーニの活躍で44勝40敗とチーム史上初めて勝ち越すと、プレーオフではダン・イッセル、アーティス・ギルモア2人のビッグマンを擁してリーグ1位となる68勝をあげたケンタッキー・カーネルズを1回戦で破るという大波乱を巻き起こす。デビジョン決勝ではスクワイアーズに対して前年の雪辱を果たし、ついにファイナルに進出するが、ファイナルではメル・ダニエルズ擁するインディアナ・ペイサーズの前に破れ優勝はならなかった。

#### NBAへの帰還
バリーはニューヨークでの生活を満喫していたが、彼は再びチームを移籍しなければならなくなった。バリー奪回に執念を燃やすウォリアーズのオーナー、フランク・ミューリーは1971年にまたもや裁判を起こし、1972年6月23日、カリフォルニアの判事はバリーが3年前にウォリアーズと交わした契約を守らなければならないとし、この年にネッツとの契約が終了していたバリーにウォリアーズ以外のあらゆるチームでのプレーを禁じた。10月6日にネッツはバリーを解放し、バリーは彼の不在中にオークランドに移転していたゴールデンステート・ウォリアーズに戻ることになり、ここにミューリーの5年越しの悲願は成就することになった。バリーはNBA入り以来7年間のプロ生活で異なる2つのリーグ、異なる3つのチーム、異なる4つの街でプレーしたことになり、後にバリーは「もしもう一度同じことをしなければならないとなったら、僕は他の何処かの馬鹿がそれをやるのを待つことにするよ」と、当時の苦労を語っている。
- ABA通算成績
  - 出場試合：226試合 （4シーズン）
  - 通算得点：6,884得点　（平均30.5得点）
  - 通算リバウンド：1,695リバウンド （平均7.5リバウンド）
  - 通算アシスト：935アシスト （4.1アシスト）

平均30.5得点はABA歴代1位の成績である。

### 後期NBAキャリア

#### ゴールデンステート・ウォリアーズ （1972-1978）
6年ぶりにベイエリアに戻ってきたバリーは、かつての"グレイハウンド"ではなかった。20ポンド増量してより逞しくなり、シュートエリアも拡大し（ただし当時のNBAにはスリーポイントシュートはまだ導入されていない）、さらにパスセンスも開花して選手として数段グレードアップして帰ってきたが、故障という余計な荷物も背負って帰ってきた。オークス時代に負った膝の怪我を引き摺るバリーは、ウォリアーズ復帰1年目の1972-73シーズンは平均22.9得点とプロ入り以来最低の数字を記録した。一方でパス技術が向上した証としてNBAでは過去最高となる平均4.9アシストをあげ、さらにフリースロー成功率90.2%はNBAでは初のリーグ1位となり、万全とは言い難い状況の中でもバリーはオールNBA2ndチームに選出された。バリーの不在中にウォリアーズの陣容も大きく変わっており、ネート・サーモンドはリーグを代表するベテランセンターに成長を遂げ、ジェフ・マリンズやカジー・ラッセルらがバックコートを形成し、ヘッドコーチにはアル・アットルスが就いていた。1972-73シーズンは47勝35敗をあげ、プレーオフでは1回戦でカリーム・アブドゥル＝ジャバーを擁し、60勝をあげたミルウォーキー・バックスを4勝2敗で破るという番狂わせを演じた。
翌1973-74シーズンは平均25.1得点6.8リバウンドをあげ、平均6.1アシストはリーグ8位に、またこの年から計測が始まったスティールは平均2.1本を記録してリーグ5位にランクされた。平均25.1得点はリーグ5位、フリースロー成功率89.9%はリーグ2位となり、主要スタッツの4部門でリーグトップ10入りを果たすオールラウンドな活躍を見せたバリーはオールNBA1stチームに復帰。さらに3月26日のポートランド・トレイルブレイザーズ戦ではキャリアハイとなる64得点をあげている。この試合でバリーは前半を19得点で折り返したが、後半は21本のフィールドゴールを放ち、45得点と爆発した。

#### 1975年の優勝
バリーの活躍にもかかわらず、1973-74シーズンのウォリアーズはプレーオフ出場を逃していた。そこで1974-75シーズンを前に、ウォリアーズは思い切った行動に出る。10年もの間ウォリアーズを支え続けた、言わばフランチャイズプレーヤーであるネイト・サーモンドを放出したのである。さらに中心選手の一人だったカジー・ラッセルも放出。新先発センターのクリーフォード・レイはサーモンド級の選手ではなく、ジェフ・マリンズも衰えを見せ始め、目ぼしい戦力と言えば新人のジャマール・ウィルクス（当時はキール・ウィルクス）くらいであり、ウォリアーズの新シーズンは苦戦が予想された。ところがそのような状況と周囲の否定的な評価を反骨精神旺盛なウォリアーズのエースが黙って見ていられるはずもなく、このシーズンに30歳となるバリーは再びの絶頂期を迎え、平均30.6得点5.7リバウンド6.2アシスト2.9スティール、フリースロー成功率90.4%を記録。得点ランキングではボブ・マカドゥーに次ぐ2位、アシストランキングでは6位に入ると共に、スティールランキングとフリースロー成功率両部門で1位に輝いた。プレーオフ出場さえ危ぶまれたウォリアーズはバリーの八面六臂の活躍と、アル・アットルスの名采配により前年を上回る48勝34敗を記録し、デビジョン1位に輝いた。アットルスは10人の選手をローテーションに組み込むことで効果的なオフェンスを構築し、チームの平均108.5得点はリーグ1位となり、9人の選手がシーズン通算出場時間1,000分を越えていた。また、アットルスが導入したプレッシャー・ディフェンスもウォリアーズの大きな武器となり、またトレード当初はそれほど期待されていないかったクリフォード・レイは期待以上の活躍を見せた。新人ウィルクスはバリーが9年前に受賞した新人王に輝いたが、MVP級の活躍をしたバリーは、しかしシーズンMVPの受賞はボブ・マカドゥーに阻まれている。バリーは自身がリーグの嫌われ者であったことを自覚しており、MVPを逃してもあまり気にしなかったという。
第1シードを獲得したウォリアーズはカンファレンス準決勝の相手シアトル・スーパーソニックスを4勝2敗で退け、カンファレンス決勝ではジェリー・スローン、ボブ・ラブを擁する（そして皮肉にもサーモンドの移籍先でもある）シカゴ・ブルズと対決。リーグトップのオフェンス力を持つウォリアーズとリーグトップのディフェンス力を持つブルズは、レギュラーシーズン成績も1ゲーム差の実力伯仲のチーム同士であり、このシリーズでは第7戦までもつれる接戦を演じた。このシリーズでバリーは不調に陥り、勝敗を決する第7戦では終盤の大事な場面でベンチに下げられてしまったが、ウォリアーズは辛うじてブルズを退け、そしてバリーも終了間際にはコートに復帰し、勝利を引き寄せる幾つかの重要なショットを決めた。4勝3敗でブルズを降したウォリアーズは、8年ぶりのファイナル進出を決めた。
ウォリアーズは苦戦必至との下馬評を覆してのファイナル進出を果たしたが、彼らの快進撃もここまでと思われた。ファイナルで待っていた相手、ワシントン・ブレッツはエルヴィン・ヘイズ、ウェス・アンセルド擁する強豪であり、レギュラーシーズンはウォリアーズを圧倒する60勝をあげていた。ウォリアーズはレギュラーシーズン中もブレッツの対戦成績を1勝3敗と負け越しており、周囲がウォリアーズのファイナル敗退を予想するのは当然の帰結と言えた。ところがこのシーズンのシンデレラとなったウォリアーズはこの大舞台でも予想外の大波乱を巻き起こし、この結末はしばしばNBAファイナル史上最大の番狂わせと評される事になる。ファイナルは意外な所から横槍が入った。会場の都合上、初戦をホームコートアドバンテージを持つブレッツのホームで行い、続く2試合をウォリアーズのホームで、続く2試合をブレッツのホームで、残りの2試合をウォリアーズ、ブレッツのホームで交互に行うという（1-2-2-1-1）、通常のフォーマット（2-2-1-1-1）とは大きく異なるスケジュールが組まれた。これはシリーズ初戦を自身のホームで戦いたいというブレッツ側の申し出により組まれたものだったが、これが彼らにとっては大誤算となる。
彼らの誤算とはワシントンでの第1戦を落とした事にあった。ウォリアーズはレギュラーシーズン同様に先発、ベンチ総出でブレッツに襲い掛かり、この試合ではフィル・スミス、チャールズ・ダドリー、デレック・ディッキーらが活躍。101-95でウォリアーズが勝利し、強烈な先制パンチを浴びたブレッツは建て直しの機会を与えられないまま、西海岸へと向かう飛行機に乗せられたのである。カリフォルニアにやってきたブレッツの面々をさらに予想外の事態が襲った。何しろ誰もウォリアーズがファイナルに進出するとは予想していなかったため、ウォリアーズのホームアリーナであるオークランド・アリーナのスケジュールを抑えておらず、急遽別の会場を用意しなければならなくなった。そこでバリーが提案したのが、サンフランシスコ時代のウォリアーズがホームに使用していたカウ・パレスだった。若い選手が多いブレッツの選手にとっては未知の会場であり、一方彼らがやって来るのを舌なめずりして待っていたのが、サンフランシスコ時代からウォリアーズのエースであり、カウ・パレスをコートからリムまでの全てを熟知しているリック・バリーだった。バリーは相性の良かったカウ・パレスでの第2戦を36得点と爆発し、92-91でウォリアーズを勝利に導くと、第3戦でも38得点をあげ、109-101でブレッツを打ち破り、シリーズ3連勝を飾った。ようやくワシントンに戻ったブレッツは、ここまで平均35得点という活躍のウォリアーズのエースを抑えるために第4戦にマイク・リオーダンをマッチアップさせた。リオーダンは第1Q中盤にドライブを仕掛けたバリーにハードファウルを見舞った。激情家でもあるバリーはこのファウルに過剰に反応。一触即発の雰囲気となったが、バリーの前に割って入り、リオーダンに食って掛かったのがアットルスHCだった。アットルスはそのまま退場を言い渡されたが、アットルスの機転によりバリーの退場という最悪の事態は避けられ、またアットルスの態度はチームに奮起を促した。序盤に14点のリードを許していたウォリアーズは反攻に転じ、ワシントンのファンのブーイングと野次に晒されるバリーもチームを牽引するプレーを見せ、逆転したウォリアーズは96-95でこの試合を勝利。4勝目を飾ったことで、ウォリアーズは誰もが予想だにしなかった4戦全勝、スイープでファイナルを制したのである。バリーはこう主張する。「これはNBAファイナル史上最大のアップセットだ」。付け加えて「お伽話のようなシーズンだった。全てがうまくいっていた。死ぬまでの宝物だよ」。バリーはファイナルMVPを受賞した。

#### 優勝以後
優勝の余勢を駆った1975-76シーズン、ウォリアーズはリーグ1位となる59勝をあげる。前年のファイナルで活躍したジャマール・ウィルクスやフィル・スミスらの成長により大きく負担が減ったバリーは平均21.6得点と得点は後退したが、他の部門では平均6.1リバウンド6.1アシスト2.5スティールと高水準を維持し、フリースロー成功率92.3%は2年連続のリーグ1位となった。バリーは3年連続でオールNBA1stチームに選ばれている。前年は奇跡の優勝を果たしたウォリアーズは、この年のプレーオフを堂々たる優勝候補として臨んだが、彼らは地元の期待を裏切り、カンファレンス決勝でフェニックス・サンズに3勝4敗で敗れる。このシリーズでチームメートと口論となる場面が見られたバリーは、プレーオフ中途敗退の戦犯として非難された。以後のウォリアーズは緩やかに衰退していき、バリー自身も平均22得点6アシスト前後のシーズンが続いた。
1977-78シーズン終了後、ウォリアーズとの契約が満了したバリーはチームから去ることを決意する。移籍先として選んだのがヒューストン・ロケッツだった。ロケッツを選んだ理由の一つにロケッツ所属のポイントガード、ジョン・ルーカスとのプレーを望んだことがあるが、当時のリーグ規約でロケッツはフランチャイズプレイヤーを失うウォリアーズに何らかの補償をせねばならず、その補償としてウォリアーズに譲渡されたのが皮肉にもジョン・ルーカスだった。

#### ヒューストン・ロケッツ （1978-1980）
前年、28勝54敗と大きく負け越していたロケッツだったが、モーゼス・マローン、ルディ・トムジャノビッチ、カルヴィン・マーフィーと多くの才能が集っていた。優秀なスコアラーである彼らを操るため（同時にロケッツはジョン・ルーカスというポイントガードを失ったため）、34歳のベテランとなっていたバリーはチームの司令塔を任され、このシーズンは得点アベレージは大きく後退する平均13.5得点となったが、アシストアベレージはキャリアハイとなる平均6.3アシストをあげている。彼がロケッツで与えられた役割は、現在で言う"ポイントフォワード"であった。前年大きく負け越したロケッツもバリーが加入した1978-79シーズンは47勝35敗とその成績を大きく向上させている。
バリーはロケッツでの2年目、1979-80シーズンを最後に現役から引退する。ラストシーズンの成績は平均12.0得点3.3リバウンド3.7アシスト、フリースロー成功率93.5%は3年連続となるリーグ1位だった。本人は現役を続行するつもりだったが、リーグは1980-81シーズンからロスター枠を11名に縮小したため、各チームが36歳のバリーとの契約を躊躇し引退せざるをえなくなった、とバリーは語っている。
- NBA通算成績
  - 出場試合：794試合 （10シーズン）
  - 通算得点：18,395得点　（平均23.2得点）
  - 通算リバウンド：5,168リバウンド （平均6.5リバウンド）
  - 通算アシスト：4,017アシスト （5.1アシスト）

### 引退後・その他

#### ブロードキャスト
バリーは解説者として成功した初のプロバスケットボール選手の一人とされている。彼の解説キャリアは法廷闘争により試合に出場できず、解説者としてコートサイドに座った1967-68シーズン、ABAのオークランド・オークス時代から始まり、その後も現役を続けながらサンフランシスコで自身のラジオ番組を持ち、CBSやTBSなどで解説者を続けた。1981年のNBAファイナルではCBSの解説者として放送席に座るが、第5戦にて同じく解説者のビル・ラッセルの古い写真がテレビ画面に映し出された際に、バリーは冗談でラッセルの笑顔を「スイカ」に喩えた。時にスイカは黒人を揶揄する意味で使われることもあるため、この発言は論争の的となった。バリーは差別的な意味で使ったのではないと主張し、またラッセルにはすぐに電話で謝罪。ラッセルもバリーの発言が中傷ではなかったことに理解を示したが、以後の2人はあまり良好な関係を築くことはできなかった。バリーはこのシーズンでCBSとの契約を打ち切られている。翌1981-82シーズンはシアトル・スーパーソニックスの試合で何度か解説をしたが、チームが遠征時にバリーの妻の同行を許さなかったため、ソニックスとの契約も僅か1年で終わった。翌年発行のスポーツ・イラストレイテッド誌に掲載された"A Voice Crying In The Wilderness"という記事では、現役時代から様々な問題を起こしてきたバリーが解説者として失敗した経緯が長々と書かれている。1987年のスラムダンク・コンテストではマイケル・ジョーダンの試技の一つに「チャイニーズ・スーパーマン！」と叫んだ。それが何を意味するのかを尋ねられ、「傾いていたからさ」と意味不明な返答をしている。2001年9月からはサンフランシスコのKNBR-AM局でスポーツトーク番組を持ち、2006年8月まで続けたが、突如理由を明かさないままに降板している。現在はニューヨークのSirius Satellite Radioでバスケットボール関連番組を主催している。

#### コーチキャリア
バリーは1990年代にコーチとしてマイナーリーグのチームを指揮している。グローバル・バスケットボール・アソシエーションのシーダー・ラビッツを率いた後、1993-94シーズンはCBAのフォートウェイン・フリーを指揮し、19勝37敗の成績を残してる。

#### 私生活
バリーは1979年に離婚したパメラとの間に19人の息子と1人の娘をもうけ、母親の手で育てられたにもかかわらず、4人の息子たちはいずれも父と同じ道を選んでいる。長男のスクーターはカンザス大学とCBAでプレーし、次男のジョンはジョージア工科大学やNBAで、四男のドリューも同じくジョージア工科大でプレー、NBAで3シーズンプレーした。そして三男のブレントはバリーの息子たちの中では最も成功し、オレゴン州立大学でプレーした後、NBAではサンアントニオ・スパーズで優勝を経験。バリー親子はNBAで優勝した当時2組目の親子となった（1組目はマット・ゴーカスとゴーカス・ジュニア。現在では3組目としてビル・ウォルトンとルーク・ウォルトンがいる）。ジョンとブレントは現役引退後、やはり父親と同じ解説者の道へと進んだ。また、3人目の妻であるリンとの間にも息子が1人いる。1991年12月2日発刊のスポーツ・イラストレイテッド誌に掲載された"Daddy Dearest"という記事では、バリーが自己中心的な父親として描かれており、これを読んで激怒したバリーは記者に対して抗議の電話を入れたという。
現在はラジオ番組で活動する傍ら、投資家としても成功。甘いマスクとすらりとした長身を活かしてモデルとしても活動した。趣味はゴルフと釣り。

## プレースタイルと評価
私はバリーをこれまでで最も多産的なオフェンシブ・フォワードと評価せねばなるまい    ―ビル・シャーマン
バリーはあらゆる意味で超攻撃的なフォワードである。いかなる場所からも得点できたが、特に外角からのジャンプシュートは高い精度を誇り、チェット・ウォーカーは「我々の時代にスリーポイントシュートがあったならば、この男は本当に止められなかっただろう」と語っている。シュートオプションも非常に豊富で、得意のジャンプショットだけでなくフックショット、フェイドアウェイショット、セットショット、レイアップをいずれも左右両方の手から繰り出すことができた。また、ビル・シャーマンは2m級の選手としてはバリーは過去最速の選手と評しており、ビッグマン相手にはそのクイックネスを活かし、小柄な選手相手にはその長身でミスマッチを誘ったバリーのプレースタイルは、正にアンストッパブルだった。速攻の名手でもあり、"猟犬"と称されるその脚力で敵ゴールに襲い掛かり、素晴らしいボディバランスで敵選手から思うままにファウルを誘い出しては、彼の最も得意とするフリースローを献上させた。バリーは偉大なシューターであるだけでなく、卓越したパサーの一人でもあった。頻繁にダブルチームを仕掛けられるバリーはチームメイトに巧みにパスを捌いて得点チャンスを演出し、またチームメイトによりイージーなレイアップを打たせるために、どの選手よりも多く正確にピック&ロールをセットした。その俊敏さは守備にも活かされ、スティール数でも高い数字を叩き出すなど、彼の才能は多岐にわたって発揮された。1974年10月29日のバッフォロー・ブレーブス戦では残りスティール1つでクアドルプル・ダブルとなる30得点10リバウンド11アシスト9スティールという快記録を残している。
しかしながらバリーのスタイルを最も特徴付けたのは正確なシュートでもなければ、奇抜なアンダースローによるフリースローでもなく、ジャガーノートとも称される彼の火の着いたような闘争心だった。その闘争心は大舞台であればあるほど、逆境であればあるほどに発揮され、彼が率いたチームはしばしばプレーオフで本来の実力を上回る成績を収めており、著名な記者であるポール・ラデュースキーはバリーをロッキー・バルボアに例え、"リッキー・バルボア"と呼んだ。中でもワシントン・ブレッツを4戦全勝で破った1975年のファイナルは"ファイナル史上最大の番狂わせ"と言われており、2度NBAファイナル進出経験を持つバリーのファイナル平均36.3得点は、マイケル・ジョーダンの平均33.6得点を大きく引き離す歴代1位の成績である。一方で彼の闘争心は敵選手の神経を逆撫でするだけでなく、しばしばチームメイトをも苛立たせ、時には記者やファンからも反感を買うことがあった。
奴を国連に連れてってみろ。第三次世界大戦を始めるぞ    ―マイク・ダンリービー

### アンダースロー
バリーの象徴的な"アンダースロー"によるフリースローは非常に高い精度を発揮し、彼はキャリアを通してフリースローで高い成功率を維持し続け、NBA歴代3位となるキャリア通算成功率90.00%をはじめ、計6回（ABA時代を含めれば9回）の成功率リーグ1位など、フリースローに関する様々な記録を残した。バリー自身、このアンダースローをし始めた時期をよく記憶していないが、少なくとも高校3年生の頃にはすでにアンダースローによる投法を身につけていたという。それ以前のバリーのフリースロー成功率は約70%と平凡なものだったが、父の助言によってアンダースローを取り入れた。当初はこの奇妙な投げ方にあまり気乗りしなかったものの、少しずつ「悪くないかも知れない」と思い始めた。キャリア後半にはボールを放る瞬間の手首の形を変えることでフォームの改善に成功し、NBA最後の6シーズンはいずれも成功率90%以上の好成績を残した。なお、アンダースローはバリーのオリジナルであったわけではなく、1940年代以前は一般的に用いられていた。
フリースロー成功率の成績
|            | NBA   | NBA   | ABA   | ABA   | ABA   | ABA   | NBA   | NBA   | NBA   | NBA   | NBA   | NBA   | NBA   | NBA   | 合計  |
| ---------- | ----- | ----- | ----- | ----- | ----- | ----- | ----- | ----- | ----- | ----- | ----- | ----- | ----- | ----- | ----- |
| 1966       | 1967  | 1969  | 1970  | 1971  | 1972  | 1973  | 1974  | 1975  | 1976  | 1977  | 1978  | 1979  | 1980  |       | 合計  |
| 試技数     | 660   | 852   | 454   | 463   | 507   | 730   | 397   | 464   | 436   | 311   | 392   | 409   | 169   | 153   | 6,397 |
| 成功数     | 569   | 753   | 403   | 400   | 451   | 641   | 358   | 417   | 394   | 287   | 359   | 378   | 160   | 143   | 5,713 |
| 成功率     | 86.2% | 88.4% | 88.8% | 86.4% | 89.0% | 87.8% | 90.2% | 89.9% | 90.4% | 92.3% | 91.6% | 92.4% | 94.7% | 93.5% | 89.3% |
| リーグ順位 | 2     | 2     | 1     | 3     | 1     | 1     | 1     | 2     | 1     | 1     | 2     | 1     | 1     | 1     | 4     |

後年シャキール・オニールがフリースロー成功率が悪く悩んでいる時に、このフォームを伝授しようとしたことがあったが、オニールは「スタイルがかっこ悪い」という理由で断った。また、漫画『スラムダンク』の主人公、桜木花道は、なかなかフリースローが入らない中、偶然彼と同じフォームを思いつく。

## NBA個人成績

### レギュラーシーズン
| シーズン | チーム | GP  | GS | MPG  | FG%  | 3P%  | FT%   | RPG  | APG | SPG  | BPG | PPG   |
| -------- | ------ | --- | -- | ---- | ---- | ---- | ----- | ---- | --- | ---- | --- | ----- |
| 1965–66  | SFW    | 80* | —  | 37.4 | .439 | —    | .862  | 10.6 | 2.2 | —    | —   | 25.7  |
| 1966–67  | SFW    | 78  | —  | 40.7 | .451 | —    | .884  | 9.2  | 3.6 | —    | —   | 35.6* |
| 1972–73  | GSW    | 82* | —  | 37.5 | .452 | —    | .902* | 8.9  | 4.9 | —    | —   | 22.3  |
| 1973–74  | GSW    | 80  | —  | 36.5 | .456 | —    | .899  | 6.8  | 6.1 | 2.1  | 0.5 | 25.1  |
| 1974–75† | GSW    | 80  | —  | 40.4 | .464 | —    | .904* | 5.7  | 6.2 | 2.9* | 0.4 | 30.6  |
| 1975–76  | GSW    | 81  | —  | 38.5 | .435 | —    | .923* | 6.1  | 6.1 | 2.5  | 0.3 | 21.0  |
| 1976–77  | GSW    | 79  | —  | 36.8 | .440 | —    | .916  | 5.3  | 6.0 | 2.2  | 0.7 | 21.8  |
| 1977–78  | GSW    | 82  | —  | 36.9 | .451 | —    | .924* | 5.5  | 5.4 | 1.9  | 0.5 | 23.1  |
| 1978–79  | HOU    | 80  | —  | 32.1 | .461 | —    | .947* | 3.5  | 6.3 | 1.2  | 0.5 | 13.5  |
| 1979–80  | HOU    | 72  | —  | 25.2 | .422 | .330 | .935* | 3.3  | 3.7 | 1.1  | 0.4 | 12.0  |
| 通算     | 通算   | 794 | —  | 36.3 | .449 | .330 | .900  | 6.5  | 5.1 | 2.0  | 0.5 | 23.2  |

## 通算成績および受賞歴

### 通算成績
得点、リバウンド、アシストの成績は下記の通りである。
|               | レギュラーシーズン (14シーズン) | レギュラーシーズン (14シーズン) | レギュラーシーズン (14シーズン) | ポストシーズン (10シーズン) | ポストシーズン (10シーズン) |
| ------------- | ------------------------------- | ------------------------------- | ------------------------------- | --------------------------- | --------------------------- |
| 1,020試合総計 | ゲーム平均                      | 40分平均                        | 105試合総計                     | ゲーム平均                  |                             |
| ポイント数    | 25,279                          | 24.8                            | 26.5                            | 2,830                       | 27.0                        |
| リバウンド数  | 6,863                           | 6.7                             | 7.2                             | 675                         | 6.4                         |
| アシスト数    | 4,952                           | 4.9                             | 5.2                             | 456                         | 4.3                         |

### 主な業績
- ローゼンパーク高校 （1957-61）
  - 州オールチーム：2回
- マイアミ大学 （1957-61）
  - AP通信選出オールアメリカ1stチーム：1965
  - The Sporting News選出オールアメリカ2ndチーム：1965
  - NCAA1部リーグ得点王：1965
- NBA （1965-67, 1972-80）
  - NBAルーキー・オブ・ザ・イヤー：1966
  - オールルーキー1stチーム：1966
  - NBAオールスターゲーム ：8回 （1966, 1967, 1973-1978）
  - オールスターMVP：1967
  - オールNBA1stチーム：5回 （1966, 1967, 1974-1976）
  - オールNBA2ndチーム：1973
  - NBAファイナルMVP：1975
  - 得点王：1967
  - フリースロー成功率1位：7回 （1973, 1975, 1976, 1978, 1979, 1980）
- ABA （1967-1972）
  - ABAオールスターゲーム：4回 （1969-1972）
  - オールABA1stチーム：4回 （1969-1972）
  - 得点王：1972
  - フリースロー成功率1位：3回 （1969, 1971, 1972）
- バスケットボール殿堂：1976
- マイアミ大学殿堂：1976
- ベイエリアスポーツ殿堂：1988
- NBA50周年記念オールタイムチーム：1996
- スラムマガジン選出NBA歴代選手Top75において21位：2003
- 50得点以上の試合14回はNBA歴代5位
- プロキャリアにおける40得点以上の試合115回は歴代3位（NBA70回、ABA45回）

### NBA記録

#### レギュラーシーズン
- 50得点以上達成最年少記録：57点 （対ニューヨーク・ニックス戦, 1965年12月14日）　2005年にレブロン・ジェームズによって更新される。
- 1試合スリーポイントシュート成功数：8本 （ヒューストン・ロケッツ対ユタ・ジャズ戦, 1980年1月9日）　1990年によってデール・エリスが更新
- 1試合スリーポイントシュート試投数：12本 （ロケッツ対ジャズ戦, 1980年1月9日）　1982年によってジョン・ロシュが更新
- キャリア通算フリースロー成功率： .900 （3,818/4,243）　2010年現在はマーク・プライス、スティーブ・ナッシュに次ぐNBA歴代3位
- シーズンフリースロー成功率： .947 （1978-79）　1981年にカルヴィン・マーフィーによって更新される。
- フリースロー連続成功数：60本 （1976）　1981年にカルヴィン・マーフィーによって更新される。
- 1Qフリースロー成功数：14本 （サンフランシスコ・ウォリアーズ対ニューヨーク・ニックス, 1966年12月6日）　2005年にヴィンス・カーターによって更新される。
- フォワードのキャリア平均スティール：1.99
- フォワードのシーズン通算スティール：228 （1974-75）　1995年にスコッティ・ピッペンによって更新される。
- フォワードのシーズン平均スティール：2.85 （1974-75） 1994年にスコッティ・ピッペンによって更新される。

NBA歴代2位の記録
- 1試合得点新人記録：57点 （対ニックス戦, 1965年12月14日）
- シーズンフリースロー成功率リーグ1位獲得回数：6回　1位はビル・シャーマン
- シーズンフリースロー成功率リーグ1位連続獲得回数：3回　1位はビル・シャーマン

#### プレーオフ
- 1つのシリーズにおいて記録した30得点以上の試合：6試合 （1967年のNBAファイナル, 対フィラデルフィア・76ers戦）
- 1試合フィールドゴール試投数：48本 （ウォリアーズ対76ers, 1967年4月18日）
- 1Qフィールドゴール試投数：17本 （ウォリアーズ対76ers, 1967年4月14日）
- キャリア平均スティール：2.21　モーリス・チークスによって更新される。
- 1試合スティール：8 （対シアトル・スーパーソニックス戦, 1975年4月14日）　1999年にアレン・アイバーソンによって更新される。
- 1Qスティール：4 （対シカゴ・ブルズ戦, 1975年3月11日）

#### ファイナル
- シリーズ平均得点：40.8点 （対76ers戦, 1967年）　1993年にマイケル・ジョーダンに更新される。
- 1試合フィールドゴール成功数：22本 （対76ers戦, 1967年4月18日）　エルジン・ベイラーと並ぶタイ記録。
- 1試合フィールドゴール試投数：48本 （対76ers戦, 1967年4月18日）
- 1Qフィールドゴール試投数：17本 （対76ers戦, 1967年4月18日）

NBA歴代2位の記録
- 1試合得点：55点 （対76ers戦, 1967年4月18日）

#### オールスター
- 1試合フィールドゴール試投数：27本 （1967年）
- 1試合スティール：8 （1975年）
- 1試合ファウル数：6 （1966, 1978）
- キャリア通算失格退場数：2回　ボブ・クージーと並ぶタイ記録